# Хомосексуално понашање код животиња
Хомосексуално понашање код животиња је сексуално понашање међу животињским врстама, осим људи, које се односи како на хомосексуално тако и на бисексуално понашање. Ово може укључивати сексуалну активност, удварање, наклоност, спаривање и родитељство истополних парова. Истраживања указују на то да се разни облици оваквог понашања срећу у читавом животињском царству. Од 1999. године је за скоро 500 врста, почев од примата па до кукастих црва, документовано да имају неку форму истополног сексуалног понашања. Према мишљењу организатора изложбе „Против природе?”, то је запажено код 1.500 врста.
Према Брусу Багемилу, „животињско царство” има велику сексуалну разноврсност која укључује и хомосексуални, бисексуални и непродуктивни сексуални чин. Разноврсност је толико велика да научна заједница и друштво уопште нису били спремни да то прихвате. Багемил додаје да је о овоме неопходно говорити како би људи на прави начин тумачили феномен. Сајмон Левеј даље додаје да, иако је хомосексуално понашање веома често у животињском свету, изгледа да је врло неуобичајено да поједине животиње имају наклоњеност ка стварању дуготрајних хомосексуалних веза на рачун смањења хетеросексуалне активности. Хомосексуална оријентација је, ако се о таквим стварима може говорити код животиња, права реткост. Једина врста код које је запажена ексклузивна хомосексуална оријентација је домаћа овца (Ovis aries). „Око 10% овнова одбија да се пари са овцама, али се јако брзо упарују са другим овновима.”
Сексуално понашање животиња има много различитих облика чак и унутар исте врсте, мада се највише информација о хомосексуалном понашању добило изучавањем друштвених врста. Мотивације и импликације оваквог понашања тек треба докучити, пошто већина врста још није у потпуности проучена.
Посматрање хомосексуалног понашања код животиња може се узети и као аргумент за и против прихватања хомосексуалности код људи и посебно се користио против тврдње да је то peccatum contra naturam („грех против природе”). На пример, хомосексуалност животиња је цитирало Америчко психијатријско удружење и друге групе amici curiae, којима су дата упутства Врховном суду Сједињених Америчких Држава у случају „Лоренс против Тексаса”, што је коначно довело до рушења закона о забрани хомосексуалности у 14 држава.

## Употреба терминахомосексуалноза животиње
Термин хомосексуално је сковао Карл-Марија Кертбени 1868. године да опише сексуалну привлачност истог пола и сексуално понашање код људи. Његова употреба у студијама на животињама била је контроверзна из два главна разлога: сексуалност животиња и мотивациони фактори су били и остали лоше схваћени, а израз има јаке културне импликације у западном друштву у којем је ирелевантан за друге врсте осим човека. Тако је хомосексуалном понашању дато неколико назива током година. При описивању животиња, израз хомосексуално се преферира више од термина геј и лезбо или других термина који су тренутно у употреби, јер се они сматрају терминима везаним за људску хомосексуалност.
Преференција и мотивација се код животиња увек закључује на основу понашања. Код дивљих животиња, истраживачи по правилу неће моћи да мапирају читав живот појединачне животиње и закључци се добијају посматрањем учесталости одређеног облика понашања. Тачно коришћење израза хомосексуално код животиње подразумева да она показује хомосексуално понашање или чак има истополне сексуалне односе, који се одликују различитим облицима сексуалног понашања (копулација, генитална стимулација, сексуална предигра и сексуални приказ). У већини случајева, претпоставља се да је хомосексуално понашање само део целокупног репертоара сексуалног понашања животиња, чинећи животиње више „бисексуалним” него „хомосексуалним” (термин који се обично повезује са људима, иако су познати случајеви хомосексуалних преференција и ексклузивних хомосексуалних парова код животиња).

## Истраживања
Већини доступних истраживања о хомосексуалном понашању код животиња недостаје дискриминативност између животиња које искључиво показују хомосексуалне тенденције од оних које учествују и у хетеросексуалним и хомосексуалним активностима. Овај недостатак разликовања доводи до различитих мишљења и конфликтних тумачења прикупљених података међу научницима и истраживачима. На пример, Брус Багемил, аутор књиге Биолошка изузетност: хомосексуалност и природна разноликост, наглашава да не постоје анатомске или ендокринолошке разлике између искључиво хомосексуалних и искључиво хетеросексуалних животињских парова. Међутим, ако се у дефиницију „хомосексуалног понашања” укључе и животиње које показују бисексуално понашање, уочавају се концентрационе хормонске разлике међу најбитнијим полним хормонима, као што су тестостерон и естрадиол, када се упореде ове бисексуалне са искључиво хетеросексуалним врстама или јединкама.
Многе животиње које се користе у лабораторијским студијама хомосексуалности не показују често спонтану тенденцију оваквог понашања у природи. У лабораторијским условима често истраживач такво понашање изазива и преувеличава уништавањем дела мозга или третирањем животиње високим концентрацијама стероидних хормона у пренаталном добу. Подаци прикупљени из ових студија су ограничени када се примењују на спонтано јављање хомосексуалног понашања код животиња изван лабораторије.
Хомосексуално понашање код животиња разматрано је још од античког периода. Најстарија писана спомињања хомосексуалности животиња су још од пре 2.300 година, када је Аристотел (384—322. п. н. е.) описао копулацију између голубова, јаребица камењарки и препелица истог пола. Хијероглифи Хорапола, написани у 4. веку, помињу „хермафродитизам” хијена и хомосексуалност јаребица. Први приказ хомосексуалности животиња написао је зоолог Фердинанд Карш 1900. године.
Све донедавно, појава хомосексуалног понашања није била званично и значајно/довољно разматрана — вероватно услед бајаса посматрача са друштвеним ставовима пуним предрасуда око хомосексуалног понашања, збуњености, недостатка интереса и одуговлачења научника. Вероватно се много њих плашило губитка финансијске подршке или исмевања од стране својих колега. Биолог са Универзитета Џорџтаун, Џенет Ман, изјавио је следеће: „Научници који се баве овом темом често су оптужени да покушавају да заобиђу предложене теме, а њихов рад је најчешће под већим надзором него радови њихових колега који проучавају друге теме.” Научници су такође приметили да нема сваки сексуални чин репродуктивну функцију; то важи како за људе тако и за животиње. Ова појава је широко распрострањена међу социјалним птицама и сисарима, посебно морским сисарима и приматима. Прави обим хомосексуалности код животиња није познат. Иако студије показују да постоји хомосексуално понашање код бројних врста, Петер Бекман, научни саветник изложбе „Против природе?”, наводи да је стварни обим овог феномена можда много већи него што је тада било познато:
Не постоји ни једна врста код које није пронађен неки облик хомосексуалног понашања. Изузетак су врсте које никада немају сексуалне односе, као што су морски јежеви и биљне ваши. Штавише, један део животињског царства је хермафродитан (прави бисексуалци). За њих хомосексуалност није проблем.
Пример преовладавања хомосексуалног понашања над хетеросексуалним је добро илустрован на примеру жирафа, код којих се дешава да девет од десет парова буде између мужјака:
За сваког мужјака који је њушкао женку је рачунато да је имао сексуални однос, док се анални однос са оргазмом између мужјака третирао као игра „доминантности”, конкуренције или поздрављања.

Неки истраживачи верују да ово понашање има своје порекло у мушкој друштвеној организацији и доминацији, слично доминантним особинама које се испољавају у затворској сексуалности. Остали истраживачи, посебно Багемил, Џоун Рафгарден, Тијери Лоде и Пол Вејзи сугеришу да друштвена функција секса (хомосексуалног и хетеросексуалног) није нужно повезана са доминацијом, већ служи за јачање савеза и друштвених веза унутар групе. Други су тврдили да је теорија о одржавању друштвене кохезије неадекватна зато што не може да објасни неке облике хомосексуалног понашања, нпр. пингвина, где се мушки појединци упарују за цео живот и одбијају упаривање са женкама када за то имају шансе. Иако се многи извештаји о таквим облицима везивања не узимају озбиљно, све већи део научног мњења потврђује да се стална хомосексуалност јавља не само код врста са трајним партнерским односима (моногамне врсте), већ и код немоногамних врста попут овце.
Један извештај о овци наводи:
Приближно 8% овнова показује сексуалне преференције (чак и када им је дато да бирају између оваца и овнова) ка мушким партнерима, док остатак преферира женске партнере. Идентификовали смо ћелијску групу унутар медијалног преоптичког подручја/антериорног хипоталамуса одраслих јединки, која је била значајно већа код одраслих овнова него код оваца...
Заправо, међу свим традиционалним домаћим врстама, од оваца, говеда и коња до мачака, паса и папига, показало се јављање хомосексуалних јединки.

## Основно

### Физиолошка основа
Дефинитивно физиолошко објашњење или разлог хомосексуалног понашања код животињских врста још увек није познато. Бројни научници сматрају да су разлог таквог понашања варирајући нивои полних хормона (виши или нижи), у поређењу са величином животињских гонада, које играју главну улогу у сексуалном понашању и преференцијама које та животиња показује. Други пак чврсто тврде да нема доказа који подржавају ове ставове, поготово када се упореде животињске врсте са искључиво хомосексуалним понашањем и оне код којих то није забележено. Истраживачи нису открили никакве доказе о разликама приликом мерења гонада или нивоа полних хормона код искључиво хомосексуалних врста галебова, Larus occidentalis и Larus delawarensis. Међутим, када се анализирају ове разлике код бисексуалних овнова, утврђено је да бисексуални овнови имају ниже нивое тестостерона и естрадиола у крви, као и мање гонаде у поређењу са хетеросексуалним овновима.
Додатне студије везане за одговорност хормона у хомосексуалном понашању указују на то да код примене хормонског третмана тестостерона и естрадиола на женским хетеросексуалним животињама, повећани нивои хормона повећавају вероватноћу хомосексуалног понашања. Поред тога, повећање нивоа полних хормона током трудноће животиња повећава вероватноћу рађања хомосексуалних потомака.

### Генетичка основа
Истраживачи су открили да инактивација фукозне мутаротазе (FucM), гена лабораторијских мишева који утиче на нивое естрогена којима је мозак изложен, доводи до тога да се женски мишеви понашају као да су одрасли мужјаци. Женке нокаут мишева коришћене су у истраживањима хормонско-зависног хомосексуалног понашања у лабораторијама јер имају незнатно измењен развојни програм у мозгу, како би наликовале мозгу мужјака у погледу сексуалних преференција. Друга студија показала је да се манипулисањем гена воћних мушица (Drosophila) довело до изазивања хомосексуалног понашања. Међутим, поред хомосексуалног понашања, евидентирана су још нека абнормална понашања због ове мутације.

### Неуробиолошка основа
У марту 2011. године истраживање је показало да је серотонин укључен у механизам сексуалне оријентације одређеног соја мишева. Ово је први пут да је доказано да неуротрансмитер игра улогу у сексуалној преференцији код сисара. Истраживање је спроведено на мишевима чији мозак није био осетљив на присуство серотонина, па не би требало изводити закључке да ова појава важи за остале сисаре, укључујући и људе. У истраживању се показало да су мишеви са оваквим мозгом генерално незаинтересовани за припаднике оба пола, али када би се у кавез са таквим мужјаком убацио други мужјак, мишеви са измењеним хемизмом мозга би показивали јако сексуално интересовање за другог мужјака. Интересовање ових мужјака за женке се може повратити убризгавањем серотонина. Студија спроведена на воћним мушицама показала је да инхибирање допаминског неуротрансмитера инхибира лабораторијски изазвано хомосексуално понашање.

## Неке одабране врсте и групе животиња

### Птице

#### Црни лабуд
Процењује се да је једна четвртина свих спаривања црних лабудова између хомосексуалних мужјака. Они краду гнездо или формирају привремене тројке са женкама како би добили јаја, да би по полагању отерали женке. Већи број потомака таквих парова успе да преживи до достизања самосталности него младунци хетеросексуалних парова. Разлог овоме је вероватно мања способности брањења велике територије хетеросексуалног пара. Исти разлог се примећује код хомосексуалних парова фламингоса који подижу пилиће.

#### Галебови
Хомосексуално понашање женског пола код птица се среће код социјалних и моногамних врста. Ово понашање везано је пре свега за врсте које имају прекоцијалне (развијени младунци по излегању) младунце. Претпоставка је да се код моногамних врста код којих мужјак и женка заједно учествују у подизању младунаца чешће јавља хомосексуално понашање женског пола. Прво хомосексуално спаривање галебова забележено је 1972. године, када је пар научника — Џорџ и Моли Хант — отишао на мало острво архипелага Санта Барбара, како би неколико месеци истраживали понашање морских галебова. Исте године су пронашли пар женских галебова како лежи на јајима а касније и подиже младунце као и регуларни, хетеросексуални парови. У истраживањима која су потом уследила, показало се да 10—15% женки западних галебова у неким популацијама у природи показује хомосексуално понашање.

#### Ибиси
Истраживања су показала да загађивач животне средине метилжива може повећати распрострањеност хомосексуалног понашања код мушкараца америчког белог ибиса. У студијама су се излагали пилићи различитим дозама хемикалије и мерио степен хомосексуалног понашања у одраслом добу. Откривени резултати показују да повећана доза метилживе повећава вероватноћу хомосексуалног понашања. Блокирајућа функција коју метилжива има на ендокрини систем је предложена као могући узрок сексуалних поремећаја код других врста птица.

#### Глуваре
Глуваре формирају мушко-женске парове све док женка не положи јаја, када мушкарац напушта женку. Глуваре имају необично високе стопе хомосексуалног понашања за птице, у неким случајевима чак и 19% свих парова у популацији. Кес Муликер из природњачког музеја у Ротердаму посматрао је хомосексуалну некрофилију код глуваре. Пошто је мужјак у судару са стакленом фасадом зграде настрадао, други мужјак је дошао до њега и кренуло је 75-минутно силовање тела настрадалог мужјака. Дисекцијом је установљено да је настрадали мужјак заиста мужјак.

#### Пингвини
Код пингвина је забележено хомосексуално понашање још 1911. године. Џорџ Мари Левик, који је документовао такво понашање код аделијског пингвина на Адару, описао га је као „изопачено”. Извештај се сматрао превише шокантним за јавно објављивање у то време и био је забрањен. Једине копије које су биле приватно доступне истраживачима преведене су на грчки, како би се спречило да то сазнање постане свима доступно. Извештај је откривен тек после једног века и објавио га је Полар рекорд у јуну 2012. године.
Почетком фебруара 2004. године, Њујорк тајмс је објавио да су Рој и Сило, мушки пар огрличастих пингвина, у зоолошком врту Сентрал парка у Њујорку успешно подигли младунца из јајета које им је дато на инкубацију. Друге врсте пингвина у њујоршком су такође остваривали истополне везе.
У Оденсовом зоолошком врту у Данској, пар мушких краљевских пингвина усвојио је јаје које је напустила женка, настављајући да га инкубира и подиже младунца после испиљавања.
Зоолошки вртови у Јапану и Немачкој су такође документовали хомосексуалне мушке пингвине. За парове се показало да заједно граде гнездо и користе камен као замену за јаје. Истраживачи на Универзитету Рикио у Токију пронашли су 20 хомосексуалних парова у 16 главних акваријума и зоолошких вртова у Јапану.
Зоолошки врт Бремерхафен у Немачкој покушао је да охрабри репродукцију угрожених Хумболтових пингвина са увезеним женкама из Шведске, раздвајањем три мужјачка пара; међутим, ово није успело. Директор зоолошког врта рекао је да су односи „превише јаки” између хомосексуалних парова. Немачке геј активистичке групе су протестовале због овог покушаја насилног раскидања, али је директор зоолошког врта рекао: „Не знамо да ли су три мушка пара стварно хомосексуална или су се везали због недостатка женки ... нико овде не жели присилно раздвајање хомосексуалних парова.”
Пар мушких пингвина који су шест година живели у зоолошком врту у Сан Франциску и подигли сурогат пиле су се растали када је мужјак пара у суседној јазбини умро и женка почела да тражи новог мужјака.
Бади и Педро, пар мужјака магарећег пингвина, одвојени су у зоолошком врту Торонто да би се парили са женкама. Бади је од тада упарен са женком.
Суки и Чупчикони су два магарећа пингвина која су се спарила у зооврту Рамат Ган сафари у Израелу. За Чупчиконија се претпостављао да је мужјак док јој крв није тестирана.
У 2014. Џамбс и Херикејн, хомосексуални пар хумболтових пингвина у дивљем парку Вингам, постали су центар међународне медијске пажње јер су успешно инкубирали и одгојили младунца ког је мајка, још као јаје, напустила на половини инкубационог процеса. Пар је пре овог догађаја био у дугогодишњој вези.

#### Лешинари
Године 1998. је хомосексуални пар белоглавог супа, Дашик и Јехуда, у јерусалимском библијском зоолошком врту, показао „отворени и енергични сексуални однос” који је резултовао изградњом гнезда. Чувари су дали пару вештачко јаје, а два родитеља су га наизменично инкубирала. 45 дана касније, чувари у зоолошком врту су јаје заменили правим младунцем. Два мужјака су младунца одгојила заједно. Неколико година касније, Јехуда је постао заинтересован за женку лешинара која је доведена у авијаријум. Дашик је постао депресиван и на крају је пресељен у други зоолошки врт где је успешно основао нови пар са женком.
Два мужјака у зооврту Алветер у Минстеру изградили су гнездо заједно, иако су стално били узнемиравани, а њихов гнездећи материјал краден од стране других лешинара. На крају су раздвојени како би покушали да им поногну да склопе хетеросексуалне парове са женкама у другим кавезима, упркос протестима немачких хомосексуалних група.

#### Голубови
И мужјаци и женке голубова понекад показују хомосексуално понашање. Поред сексуалног понашања, истополни парови голубова граде гнезда, а женке полажу неоплођена јаја и покушавају да их инкубирају.

### Сисари

#### Звери

##### Лавови
Хомосексуалност је уочена код припадника оба пола. Мушки лавови се спарују на пар дана и иницирају хомосексуалне активности с нежним трљањем носева и миловањем, што доводи до наскакивања и симулације сексуалног односа. Око 8% хомосексуалних интеракција мужјака се завршава наскакивањем. Парови између женки се сматрају прилично честим у заробљеништву, али нису забележени у дивљини.

##### Пегава хијена
Породична структура пегавих хијена је матријархална, а односи доминације са наглашеним сексуалним елементима се често срећу. Због значајног увећања јединственог дела урогениталног система женки пегавих хијена, који више изгледа као пенис а не вагина, рани природњаци су мислили да су хијене хермафродитни мужјаци који практикују хомосексуалне интеракције. Рани текстови Овидија као што су Метаморфозе и Физиологус сугеришу да је хијена стално мењала свој пол и природу од мушког до женског и назад. У Педагогусу, Клемент из Александрије је приметио да је хијена (заједно са зецом) прилично опседнута сексуалним односима. Многи Европљани су повезивали хијене са сексуалном деформацијом, проституцијом, девијантним сексуалним понашањем, па и са извештачењем.
Реалност која стоји иза збуњујућих извештаја сексуално агресивног понашања између женки, укључујући заскакање експериментално, показала су да „за разлику од већине других женских сисара, женке” хијена „изгледају мужевније и агресивније по изгледу од већине мужјака”, и да су мужевније без претходног губитка женствености.
Проучавањем ових јединствених гениталија и агресивног понашања женских хијена дошло се до разумевања тога да су агресивније женке компетитивније за природне ресурсе и проналазак одговарајућих партнера за парење. Истраживање је доказало да „повишени нивои тестостерона ин утеро” доприносе додатној агресивности; и мушке и женске јединке врше наскакивање (обеју полних релација, и истих и различитих полова), а на крају се могу понашати чак више субмисивно због смањеног нивоа тестостерона ин утеро (у материци).

##### Творови
Твор или Mustela putorius улази у хомосексуалне интеракције са несродним животињама. Ексклузивна хомосексуалност са наскакивањем и аналном пенетрацијом код ове усамљене врсте не представља никакву очигледну адаптивну функцију.

#### Мајмуни
Лајонел Тајгер и Робин Фокс спровели су студију на мајмунима о томе како Депо-провера контрацептив доводи до смањења сексуалног афинитета женки према мужјацима.

##### Бонобо и остали човеколики мајмуни
Бонобо, који има матријархална друштва — што је необично међу човеколиким мајмунима, потпуно је бисексуална врста — мужјаци и женке имају хетеросексуалне и хомосексуалне односе, што је посебно примећено код женки. Око 60% свих сексуалних активности боноба јавља се између две или више женки. Иако је стопа хомосексуалних веза код боноба највећа по учесталости оваквог понашања код било које врсте, хомосексуалност је регистрована код свих великих човеколиких мајмуна (група која укључује човека), као и низа других приматских врста.
Холандски приматолог Франс де Вал је приликом посматрања и снимања бонобо мајмуна приметио како постоје два разлога да се верује да је оваква сексуална активност бонобо мајмуна начин за избегавање сукоба. Све што побуђује пажњу више од једног бонобоа, а да није храна, тежи да резултира сексуалним контактом. Ако се два бонобоа приближе картонској кутији баченој у њихов простор, они ће на кратко заскочити једни друге пре него што крену да се играју са кутијом. Такве ситуације би довеле до препирања код већине других врста, али су бонобо прилично толерантни, јер вероватно користе сексуални однос како би скренули пажњу и смањили напетост.
Бонобо мајмуни често имају агресивно сексуално понашање које није уопште повезано са храном. Љубоморан мужјак често тера другог мужјака од женке, али после тога долази до спајања тих мужјака и међусобног гениталног задовољавања. Након што женка удари младунца, мајка другог младунца може напасти агресивну мајку, а то врло брзо прераста у међусобно трљање гениталних подручја.

##### Јапански макаки
Међу јапанским мајмунима макаки, такође познати као „снежни мајмуни”, истосполни односи су чести, мада се стопе разликују међу групама. Женке ће формирати групе које се карактеришу љубавним и сексуалним интеракцијама. У неким групама ће четвртина женки формирати такве везе, које варирају у трајању од неколико дана до неколико недеља. Често, снажна и дуготрајна пријатељства произилазе из таквих спаривања. Мушкарци такође имају истополне везе, али обично са више партнера истог узраста. Нежне и забавне активности повезане су са таквим односима.

#### Мрмоти
Хомосексуално понашање је прилично уобичајено код дивљих мрмота. Код олимпијског мрмота (Marmota olympus) и седог мрмота (Marmota caligata), женке углавном наскачу друге женке те показују друга афективна и сексуална понашања (женке исте врсте). Примећена је висока фреквенција овог понашања поготово када су женке успаљене. Хомосексуални сусрет углавном почиње интеракцијом поздрављања, при чему једна женка трља свој нос на образу или устима друге женке, или обе женке дирају носеве или уста. Поред тога, женка може нежно да жваче уво или врат свог партнера, који одговара подизањем свог репа. Прва женка може да њуши генитални регион друге или дирка овај регион својим устима. Тада може да настави са наскакивањем на другу женку, током чега женка која наскаче нежно хвата леђно крзно врата друге женке у своје чељусти и почиње са пенетрацијом. Женка на коју се наскаче повија своја леђа и држи реп на једној страни, све да би се сексуална интеракција подстакла и учинила лакшом.

#### Парнопрсти копитари

##### Амазонски делфин
Пријављени су случајеви где групе амазонских делфина од 3 до 5 јединки имају сексуалне односе. Групе су обично састављене од младих мужјака, а понекад се прикључи по која женка. Сексуални односи су им нерепродуктивни и служе се кљуновима, перајима за генитално трљање — без обзира на пол. У заробљеништву је уочено да повремено имају хомосексуалну и хетеросексуалну пенетрацију отвора на врху главе, који је хомологна творевина ноздрвама других сисара. То је једини познати пример назалног секса у животињском царству. Мужјаци понекад имају сексуалне односе са другим мужјацима код врсте Sotalia fluviatilis и припадника ситнијих врста породице плискавица.

##### Амерички бизон
Удварање, заскакање и анална пенетрација регуларне су појаве код америчког бизона. Етничка група Мандани свој традиционални фестивал Окипа завршава церемонијалном демонстрацијом оваквог понашања, како би се осигурао повратак бизона наредне сезоне. Такође, заскакивање женки (познато као „булинг”) изузетно је често међу говедима. Ово понашање је узроковано хормоналном променом која се дешава синхроно међу женкама током еструса, посебно у присуству бикова.

##### Жирафе
Код мужјака жирафа је примећена висока учесталост хомосексуалног понашања. После агресивног ударања вратовима, уобичајено је да се два мужјака жирафа милују и удварају један другоме, доводећи до наскакивања и достизања оргазма. Утврђено је да је такво понашање између мужјака чешће од хетеросексуалног спаривања. У једној студији, 94% посматраних наскакивања су се догодила између два мужјака. Удео хомосексуалних интеракција је варирао у интервалу 30—75%, а у сваком посматраном тренутку је један од двадесет мужјака био у нежним интеракцијама вратовима са другим мужјаком. Само 1% наскакивања се догодило између женки.

##### Кљунасти делфини
Неколико врста делфина показује хомосексуално понашање, а најбоље је изучено код кљунастих делфина. Сексуални сусрети између женки се своде на „генитална задовољавања кљуновима”, где једна женка убацује кљун у генитални отвор друге док нежно пливају напред. Између мужјака хомосексуално понашање укључује међусобно трљање гениталија, што понекад доводи до тога да мужјаци пливају стомак о стомак, пенетрирајући један другом гениталне отворе и понекад анус.
Џенет Ман, професор биологије и психологије, тврди да је јако блиско понашање међу младим делфинима везано са формирање веза, што је корисно за врсту у еволуционом контексту. Она наводи да студије показују да су ови делфини у одраслом животном добу у одређеном смислу бисексуални, а да везе међу мужјацима у раном добу представљају начин одбране од предатора, али служе и за успешну потрагу за женкама са којима ће се парити. Сукоби између јата кљунастих делфина и сродних врста понекад заврше унакрсним хомосексуалним односима мужјака, а не борбом.

##### Овца
Ovis aries или домаћа овца је привукла пуно пажње због чињенице да око 8—10% овнова има ексклузивну хомосексуалну оријентацију. Штавише, око 18—22% овнова је бисексуално.
Студија из октобра 2003. др Чарлса Е. Розелија и сар. тврди да је хомосексуалност код овнова (8% овнова) повезана са регионом у мозгу које аутори називају „овновски сексуални диморфни нуклеус” (оСДН), који је упола мањи од одговарајућег региона хетеросексуалних овнова. Научници су открили да је оСДН код хетеросексуалних овнова знатно већи и садржи више неурона него код хомосексуалних овнова. Осим тога, оСДН хетеросексуалних овнова има изразито већи ниво ароматазе, ензима која претвара тестостерон у естрадиол, форму естрогена за коју се верује да олакшава типично мушко сексуално понашање. Експресија ароматазе се не разликује између овнова и оваца.
„Густ кластер неурона који чине оСДН показује цитохромну П450 ароматазу. Нивои ароматазе мРНА у оСДН-у били су значајно виши код овнова оријентисаних према женкама него код оваца, док су овнови оријентисани према мужјацима показивали средње нивое експресије.” Ови резултати сугеришу да „... природно јављајуће варијације код преференција сексуалног партнера могу да буду повезане са разликама у анатомији мозга и његовом капацитету за синтезу естрогена”. Као што је истакнуто изнад, узимајући у обзир потенцијалну неагресивност мушке популације у питању, различити нивои ароматазе могу такође да буду доказ нивоа агресивности, не сексуалности. Исто тако се треба истаћи да резултати ове студије нису званично потврђени другим студијама.
Мерков приручник ветеринарске медицине по свему судећи разматра хомосексуалност међу овцама као рутинску појаву, а о питању се расправља као о проблему животињског узгоја.
Хомосексуално удварање и сексуална активност рутински се јављају код овнова дивљих врста оваца, као што је амерички муфлон (Ovis canadensis), танкорога овца (Ovis dalli), те муфлони и уријали (Ovis orientalis). Обично се више рангирани старији мужјаци удварају млађим мужјацима коришћењем низа стилизованих покрета. Да би се започело истополно удварање, мужјак који се удвара прилази другом мужјаку са главом и вратом спуштенима и истуренима далеко напред, што се назива ’ниско-истегнутим’ држањем. Може да комбинује ово са ’извијањем’, када мужјак који се удвара оштро ротира своју главу и усмерава своја уста према другом мужјаку, неретко преврћући језик и правећи чантраве звуке. Мужјак-удварач такође изводи ’ударац предњим ногама’, када подиже своју предњу ногу према пупку другог мужјака или између његових задњих ногу. Такође, повремено њушка и чешка генитално подручје другог мужјака и може да врши флемен. Танкороги овани такође лижу пенис мужјака којем се удварају. Као одговор, мужјак којем се удвара може да трља своје образе и чело о лице партнера, грицка га и лиже, трља своје рогове о врат партнера, груди или рамена, те постигне ерекцију. Мужјаци других врста дивље овце, примера ради азијатски муфлони, одражавају слична удварачка понашања према пријатељским мужјацима.
Сексуална активност између дивљих мужјака типично укључује наскакивање и анално општење. Код танкороге овце, генитално лизање се јавља исто тако. Током наскакивања, већи мужјак најчешће наскаче мањег мужјака, ослањајући се одзада на његове задње ноге и стављајући своје предње ноге на партнерове бокове. Мужјак који наскаче обично има пенис у ерекцији и постиже пуну аналну пенетрацију — вршећи карлично продирање које може да доведе до ејакулације. Мужјак на којег наскаче његов партнер савија своја леђа да би помогао у копулацији. Хомосексуално удварање и сексуална активност такође могу да се одвијају у групама које чини три до десет дивљих овнова заједно окупљених у круг. Ове неагресивне групе се називају ’хадлови’ (енгл. huddles — досл. „кркљанац”, „гомила”), и укључују понашања овнова као што је чешкање, лизање, додиривање лица, бодење роговима и међусобно наскакивање. Женке планинске овце такође повремено врше удварачке активности једна с другом, као што је узајамно лизање гениталија и наскакивање.

#### Слонови
Мужјаци афричких и азијских слонова ступају у хомосексуалне везе. Односи подразумевају нежне интеракције, као што су љубљење, преплитање и убацивање сурли у уста. Мужјаци слонова, које живе ван крда, често склапају „другарства”, која чине старији мужјак и један или понекад два млађа мужјака, који имају сексуалне односе као важан део друштвене динамике. За разлику од хетеросексуалних односа који су увек пролазне природе, односи између мужјака могу трајати годинама. Интеракције мужјака су јако сличне чину удварања које се испољава у прируству женки. Истополни односи су чести међу јединкама оба пола, а азијски слонови у заробљеништву проводе око 45% сексуалних активности у хомосексуалним односима.

#### Шишмиши
Више од 20 врста шишмиша је забележено да има хомосексуално понашање. Врсте шишмиша које су посматране током хомосексуалног деловања у дивљини укључују:
- сивоглава летећа лисица (Pteropus poliocephalus)
- бонинска летећа лисица (Pteropus pselaphon)[127]
- индијска летећа лисица (Pteropus giganteus)
- рафинескни великоухи шишмиш (Corynorhinus rafinesquii)
- обични дугокрили шишмиш (Miniopterus schreibersii)
- поноћни шишмиш (Eptesicus serotinus)
- дугоухи шишмиш (Myotis bechsteinii)
- дугоноги шишмиш (Myotis capaccinii)
- водени шишмиш (Myotis daubentonii)
- мали смеђи шишмиш (Myotis lucifugus)
- велики шишмиш (Myotis myotis)
- длакави шишмиш (Myotis mystacinus)
- ресасти шишмиш (Myotis nattereri)
- риђи ноћник (Nyctalus noctula)
- мали ноћник (Nyctalus leisleri)
- патуљасти шишмиш (Pipistrellus pipistrellus)
- смеђи дугоухи шишмиш (Plecotus auritus)
- широкоухи шишмиш (Barbastella barbastellus)
- велики потковњак (Rhinolophus ferrumequinum)
- мали потковњак (Rhinolophus hipposideros)

Врсте шишмиша код којих је посматрано хомосексуално понашање у заробљеништву укључују коморску летећу лисицу (Pteropus livingstonii), родригешку летећу лисицу (Pteropus rodricensis) и обичног вампира (Desmodus rotundus).
Хомосексуално понашање код шишмиша се категорише у 6 група: узајамно хомосексуално њушкање и лизање, хомосексуална мастурбација, хомосексуална игра, хомосексуално наскакивање, присилни секс и измеђуврсни хомосексуални секс.
У дивљини, сивоглава летећа лисица (Pteropus poliocephalus) врши олгруминг где један партнер лиже и нежно гризе прса и мембрану крила другог партнера. Оба пола показују ову форму међусобног хомосексуалног груминга, а чешће је код мужјака. Мужјаци углавном имају пенисе у ерекцији док ’чешкају’ један другог. Као и груминг парнтери различитих полова, истополни груминг партнери континуирано испуштају „прекопулативни зов”, који се описује као „пулсирајући зов захваљивања”, све док су сексуално активни на овај начин.
У дивљини, бонинска летећа лисица (Pteropus pselaphon) односно мужјаци ове врсте врше фелацио или ’мушко узајамно генитално лизање’ (са другим мужјаком). Овај догађај се јавља више пута код истог пара, а такође је присутно и реципрочно генитално задовољавање. Узајамни фелацио код ових шишмиша сматра се сексуалним понашањем. Олгруминг код бонинске летеће лисице никада није посматран, па стога фелацио код ове врсте не упућује на то да је нуспроизвод олгруминга него понашање директног лизања мужјаковог гениталног подручја, независно од олгруминга. У заробљеништву, истополно узајамно лизање гениталија посматрано је код мужјака коморске летеће лисице (Pteropus livingstonii), као и код мужјака обичног вампира (Desmodus rotundus).
У дивљини, индијска летећа лисица (Pteropus giganteus) односно мужјаци ове врсте заскачу један другог, са ерекцијама и пенетрацијом у току рвачке игре. Мужјаци дугоногог шишмиша (Myotis capaccinii) посматрани су истој позицији узајамног мужјачког наскакивања, при чему се један држао за крзнена леђа другог. Слично понашање је примећено и код обичног дугокрилог шишмиша (Miniopterus schreibersii).
У дивљини, мали смеђи шишмиш (Myotis lucifugus) односно мужјаци ове врсте такође врше наскакивање на друге мужјаке (али и женке) током касне јесени и зиме, када су многи шишмиши које се наскакује у стању које се зове торпор (анабиоза, летаргија, тромост). Око 35% парења током овог периода је хомосексуално. Ове принудне копулације углавном укључују ејакулацију, а шишмиши које се наскакује углавном праве типични копулативни зов који је у суштини дуги крик. Слично овоме, у хибернакулуму код риђег ноћника (Nyctalus noctula) посматрани активни мужјаци су се будили из летаргије током топлог дана и улазили у парење са другим летаргичним мужјацима односно активним или летаргичним женкама. Летаргични мужјаци, као и женке, испуштали су јаке звуке и показивали своје букалне жлезде са отвореним устима током копулације.
Вези-Фицџералд (1949) посматрао је хомосексуално понашање код свих 12 британских врста шишмиша познатих у то време: „Хомосексуалност је уобичајена у пролеће код свих врста, а, пошто мужјаци имају потпуну моћ у својим рукама, сумњам и током лета... Видео сам хомосексуалност између ресастог и воденог шишмиша (Myotis nattereri и M. daubentonii).”

### Остале животиње

#### Гуштери
Код бичорепог гуштера (род Teiidae) женке имају партеногенезу као систем репродукције. Код њих су мужјаци ретки и сексуално разможавање је нестандардно. Женке иницирају сексуалне облике понашања како би стимулисале овулацију, а својим понашањем утичу на хормонске циклусе; у случају ниског нивоа естрогена се препознају по „мушким” сексуалним улогама, а оне са високим нивоом естрогена имају „женско” понашање.
Гуштери који имају ритуале удварања имају већу плодност од оних који живе у изолацији, због повећања нивоа хормона изазваних сексуалним понашањем. Дакле, иако популације бичорепог гуштера немају мужјаке, сексуални стимуланси су одговорни за повећање репродуктивног успеха.
Са становишта еволуције, ове женке преносе свеукупни генетски код свом свом потомству (уместо 50% гена колико би пренеле у сексуалној репродукцији). Одређене врсте гекона такође се репродукују партеногенезом.

#### Зглавкари
Постоје докази о хомосексуалном понашању код најмање 110 врста инсеката и пауколиких животиња. Хомосексуално понашање код инсеката је бурна тема расправе међу научницима. Иако су предложене различите теорије, водеће објашњење за хомосексуално понашање мужјака инсеката (85% врста) једноставно представља грешку у проналаску одговарајућег партнера. Штета недостатка копулације са женком је већа од сексуалне активности инсеката или паукова са јединкама истог пола.

##### Вилини коњици
Хомосексуалност мужјака је примећена код неколико врста вилиних коњица (из реда вилинских коњица). Клоакалне штипаљке мужјака вилинских коњица праве карактеристична оштећења главе женки током копулације. Примери 11 врста вилинских коњица открила су таква оштећења код 20—80% мужјака, што указује на прилично високу појаву сексуалне интеракције између мужјака.

##### Воћне мушице
Мужјаци воћних мушица Drosophila melanogaster који носе две копије мутант алела (неплодни ген fru) покушаваће да се упаре искључиво са другим мужјацима. Генетичка основа хомосексуалности животиња је проучавана код воћне мушице Drosophila melanogaster. Овде је идентификован велики број гена који може изазвати хомосексуално удварање и парење. Сматра се да ови гени контролишу понашање преко феромона, као и промене структуре мозга животиње. Ове студије су такође истражиле вероватноћу да животна средина изазове хомосексуално понашање мушица.

##### Гриње
Мужјаке гриња (Cimex lectularius) сексуално привлаче све новорођене јединке и то доводи до хомосексуалног наскакивања. Приликом хетеросексуалног наскакиваља долази до трауматичне оплодње у којој мужјак пробија женски абдомен пенисом у облику игле. Уколико би дошло до хомосексуалног парења, то би изазвало озбиљне трбушне повреде, јер мужјацима недостају контраадаптивне структуре, спермалеге. Мушкарци производе аларм феромоне како би смањили стопу хомосексуалног парења.